# 杜荣坤
杜荣坤（1935年3月—2025年7月26日），出生于上海，祖籍江苏宜兴，中华人民共和国民族学家、民族史学家，中国社会科学院荣誉学部委员。研究方向包括中国西北地区民族史、民族学、中国民族关系史。
1957年，杜荣坤自复旦大学经济系毕业，后进入中国科学院民族研究所（今中国社会科学院民族学与人类学研究所），历任实习研究员、助理研究员、副研究员、研究员，曾任中国社会科学院民族学与人类学研究所所长、《民族研究》期刊主编等职务。杜荣坤兼任国家社会科学基金民族问题研究评审组副组长、中国民族史学会副理事长，中国少数民族经济学会副理事长等职务。现任中国民族学学会汉民族分会名誉会长、中国民族学学会影视人类学分会名誉会长、中国民族史学会顾问等。

## 生涯

### 早年时期
民国二十四年（1935年）3月，杜荣坤出生在上海的一个知识分子家庭。杜荣坤的父亲就职于税务局，母亲是小学老师，身处重视教育的家庭。同时杜荣坤受其身为医生的姨夫影响，自幼立志从医。不过报考大学时，杜荣坤却因为红绿色盲和扁平足错过了医科院校，转而就读于复旦大学经济系。在复旦大学就读时，立志从事经济工作。1955年，杜荣坤加入中国共产党。当杜荣坤毕业时，逢反右运动，经济相关机构的人事陷入冻结。
再次错过自己志向的杜荣坤于1957年被分配至尚处筹备阶段的中国科学院民族研究所（今中国社会科学院民族学与人类学研究所）。到北京报道后，杜荣坤等人首先参加中央民族学院历史系民族学研究班，切博克萨罗夫、吴汝康、林耀华等学者为他们教授民族学、人类学等课程。同时参与到中国科学院民族研究所的筹备工作。次年，中国科学院民族研究所成立后不久，杜荣坤参与到“少数民族社会历史大调查”工作中。

### 前往新疆
1958年，杜荣坤被分配至全国人民代表大会民族委员会新疆少数民族社会历史调查组，从事调研以及编写民族简史、简志、史志合编工作。工作期间，杜荣坤任调查组柯尔克孜族分组组长，主要在克孜勒苏柯尔克孜自治州阿图什县、阿克陶县、阿合奇县、阿克苏专区乌什县等地的柯尔克孜族聚居区做社会历史调查。在面对缺电少食、交通不便等困难的情况下，历经六年收集到档案、文献、古籍、照片、录音、影像等资料。调查的同时，杜荣坤也参与到多篇调查报告、丛书的编撰工作中。

### 研究生涯
1962年，杜荣坤返回北京。此后，杜荣坤开始研究中国西北地区民族史、民族学、中国民族关系史。在之前在新疆的调查和收集的资料基础上，杜荣坤与郭平梁合著《柯尔克孜族简史简志合编》，即《柯尔克孜族简史》，并发表关于柯尔克孜族历史的学术论文。不过因受到文化大革命等政治运动的影响，这些著作、论文拖了数十年方才完成。1975年，杜荣坤开始转向研究蒙古历史，尤其是西蒙古。次年成立《准噶尔史略》编写组，是中华人民共和国首部系统介绍准噶尔部历史的著作。除此之外，还出版了《西蒙古史研究》《瓦剌史》等论著。
1980年代前后，杜荣坤提出中国的历史发展规律是“有统一，有分裂，以统一为主流的不断发展的过程，是历史长期发展和不断统一之结果。”1983年，杜荣坤成为新成立的中国民族史学会常务副会长。1985年，杜荣坤开始担任中国社会科学院民族研究所副所长。在完成行政工作的同时，杜荣坤并未停下学术之脚步。1986年，杜荣坤率中国社会科学院民族研究所民族史学术交流考察团前往日本进行学术访问。1988年，杜荣坤率团至南斯拉夫萨格勒布参加第十二届国际人类学与民族学科学联合会大会。1989年，杜荣坤根据自己在游牧民族之间的调研，加上历史文献、习惯法、调查资料等为证据，提出了与之前多数学者观点相左的观点：游牧宗法封建社会中，土地所有制也是重要的生产资料。同时期，杜荣坤开始接触中国大陆学者敬而远之的三区革命历史，发表《新疆三区革命是我国人民主革命一部分》的论文，并在以后出版有《三区革命史鉴》的专著。
1991年1月，杜荣坤等人在参加“促进山区民族经济开发与社会进步学术会议”期间，考察四川省、云南省等地的山区县、区。1991年到1996年，杜荣坤任中国社会科学院民族研究所所长一职。期间，杜荣坤被授予中国社会科学院1995-1996年度优秀共产党员称号。1996年，应台湾文化大学蒙藏学术研究中心邀请，杜荣坤作为参加“两岸蒙古学藏学学术讨论会”的中国大陆学者之一访台。1999年，中国社会科学院民族研究所成立学术委员会，杜荣坤任委员。2002年，杜荣坤提出“炎黄子孙”不等于“中华民族文化”或“中华文化”，“中华民族文化”或“中华文化”也不等于“炎黄子孙”的说法。2006年，杜荣坤成为首批中国社会科学院荣誉学部委员。2007年、2008年、2011年杜荣坤三年入选《中国杰出人文社会科学家研究报告》“中国杰出人文社会科学家”名单。

## 主要成果
杜荣坤自1980年代开始出版学术著作，主要著作（包括合著、主编）有《准噶尔史略》（人民出版社，1986年）、西蒙古史研究（新疆人民出版社，1986年）、柯尔克孜族简史（新疆人民出版社，1987年）、《柯尔克孜族社会历史调查》（新疆人民出版社，1988年）、《哈萨克族社会历史调查》（新疆人民出版社，1988年）、《中国大百科全书·民族卷·民族史》（中国大百科全书出版社，1988年）、《中国历史地图集·西北图幅》（地图出版社，1982-1988年）、《柯尔克孜族﹙知识丛书﹚》（民族出版社，1991年）、《中国民族史》（中国社会科学出版社，1994年）、《中国少数民族现状与发展调查研究丛书——富蕴县哈萨克卷》（民族出版社，2001年）、《新疆三区革命史鉴》（中国社会科学出版社，2014年）、《杜荣坤民族研究论集》（中国社会科学出版社，2014年）等。其中杜荣坤担任副主编和主要执笔者完成对的《中国民族史》获得第九届中国图书奖。杜荣坤发表论述有数十篇，主要发表在《民族研究》杂志等期刊、杂志上，如《新疆三区革命是我国人民民主革命的一部分》（1986年）等。